# Casemiro
Ne doit pas être confondu avec Casemiro Mior, footballeur et entraîneur brésilien né en 1958.
Carlos Henrique Casimero, connu sous le mononyme de Casemiro, né le 23 février 1992 à São José dos Campos au Brésil, est un footballeur international brésilien qui évolue au poste de milieu défensif à Manchester United.
Il a remporté 5 Ligue des Champions avec le Real Madrid, 3 Coupe du monde des clubs et 3 Supercoupes de l'UEFA.
Avec le Brésil, il remporte la Copa América 2019 et récupère temporairement le brassard de capitaine en 2023 à la suite de la longue convalescence de Neymar.

## Biographie

### Carrière en club

#### São Paulo FC
Casemiro commence sa carrière au São Paulo FC où il évolue de 2010 à janvier 2013. Sur 3 saisons, il dispute 61 matchs du Championnat du Brésil de football ainsi que des matchs de coupe et quelques matchs de compétitions continentales.

#### Arrivée au Real Madrid
Le 31 janvier 2013, à presque 21 ans, Casemiro est prêté au Real Madrid jusqu'en juin 2013, avec option d'achat. Il évolue cependant avec l'équipe B, le Real Madrid Castilla avec laquelle il joue 15 matchs et inscrit un but. Le 11 juin 2013, le Real Madrid CF lève l'option d'achat et recrute le joueur, qui devient ainsi lié au club madrilène jusqu'en 2017. Le transfert est évalué à 6 M€.

#### Prêt au FC Porto puis retour chez les Merengues

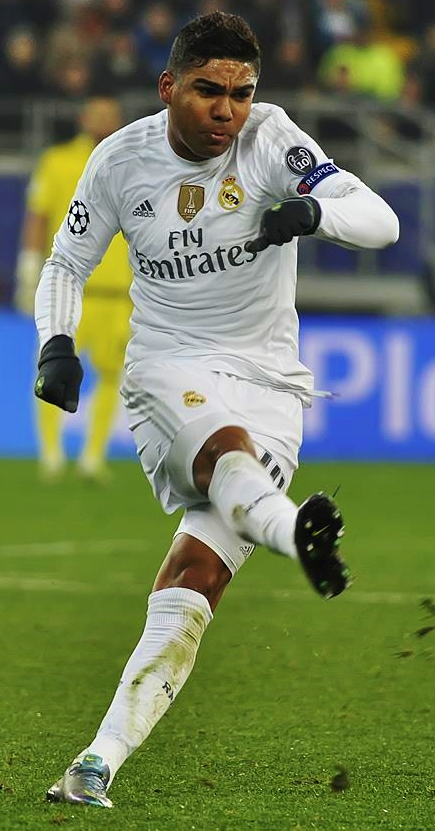
Casemiro sous le maillot du Real Madrid en 2015.

En juillet 2014, il est prêté au FC Porto par le Real Madrid pour une saison avec une option d'achat.
Casemiro inscrit son premier but pour Porto le 25 octobre 2014, lors d'une rencontre de championnat face au FC Arouca. Il est titularisé ce jour-là, et participe à la victoire de son équipe par cinq buts à zéro.
Il réalise une belle saison puisqu'il joue 30 rencontres toutes compétitions confondues avec en point d'orgue une démonstration face au Bayern Munich en quart de finale aller de la Ligue des champions. Le 5 juin 2015, le Real Madrid annonce qu'il paye 7,5 millions d'euros pour récupérer Casemiro après que le FC Porto a levé l'option d'achat. Sous la direction de Rafael Benítez, il devient titulaire en tant que milieu défensif.
Sous l'ère Zidane malgré un début où il n'était pas dans le groupe ou seulement remplaçant, il a su s'imposer en donnant plus d'équilibre à l'équipe. Sous la période Zidane, le trio qu'il forme avec Toni Kroos et Luka Modrić s'impose dans l'entrejeu madrilène et devient incontournable jusqu'en 2022 et le départ de Casemiro du club. Ces trois joueurs sont complémentaires, Casemiro évoluant plus en retrait dans un rôle plus physique quand Kroos, à sa gauche, régule le jeu de passes madrilène et Modrić fait la différence sur sa qualité technique. Ils sont aussi capables de s'adapter aux évolutions tactiques que proposent leurs entraîneurs successifs.
Il marqua un but important à la 89e minute qui donna la victoire au Real Madrid face à Las Palmas (2-1) lors de la 29e journée de Liga. Après la saison 2015-2016, Casemiro est devenu un joueur très important dans l'équipe type de Zidane en partie grâce à sa puissance physique et son jeu de balle simple. Il inscrit son deuxième but le samedi 7 janvier 2017 contre Granada sur une passe de James Rodríguez. Le 15 février 2017 à l'occasion du match de Ligue des champions face à Naples, il marque d'une superbe volée en dehors de la surface. Il donne deux passes décisives face au Bayern et l'Atletico. Il récidive en Liga face au Barça en ouvrant le score après un poteau de Sergio Ramos. Le 3 juin 2017, il marque durant la finale de la Ligue des champions d'une frappe lointaine déviée par Sami Khedira.
En novembre 2018, il est touché à la cheville droite et souffre d’une entorse face à Celta Vigo. Il est absent trois semaines.
Quintuple vainqueur de la Ligue des Champions, l'international brésilien a prolongé son contrat en août 2021 avec la Casa Blanca, lié avec le club madrilène jusqu'en 2025.

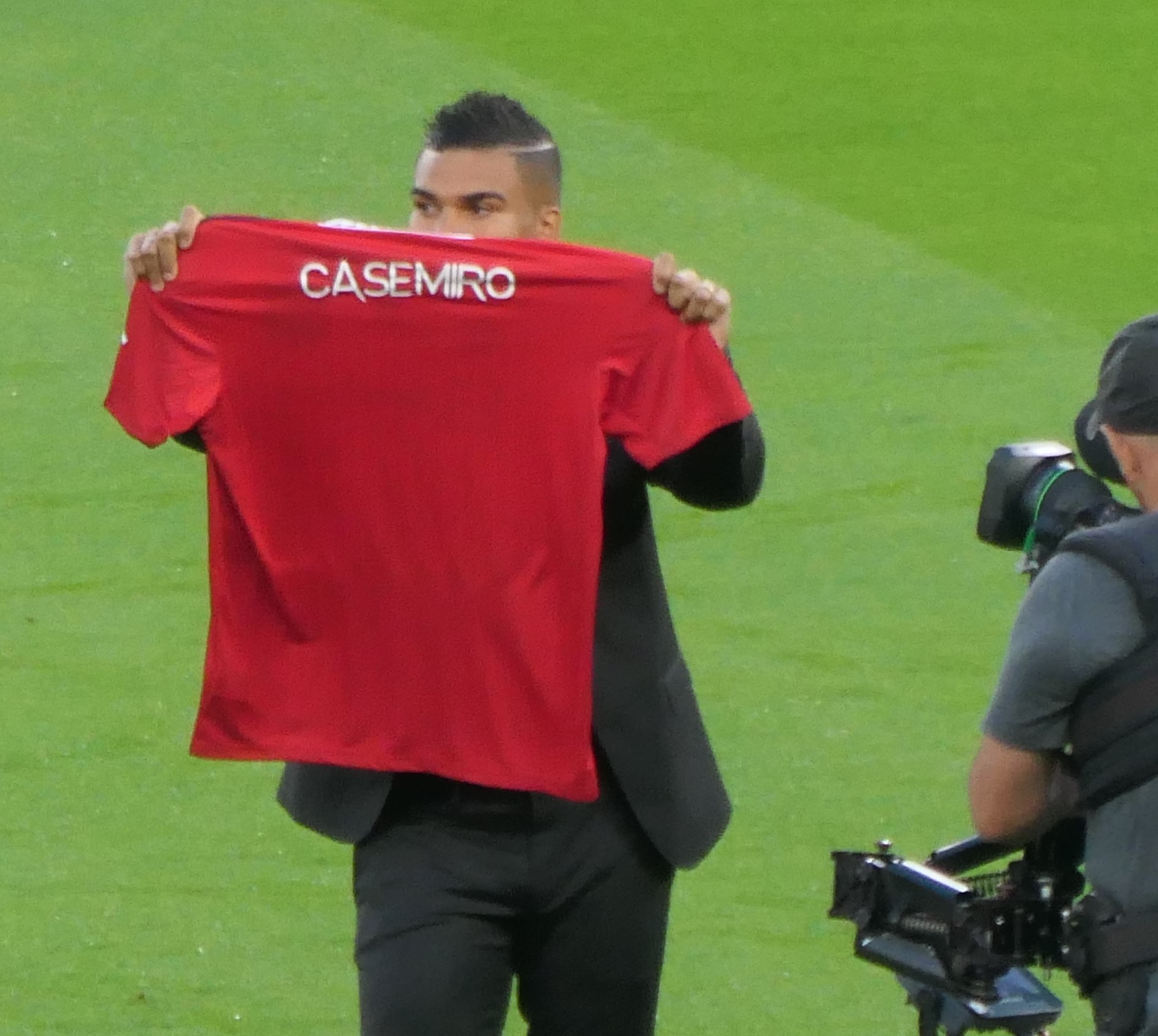
Casemiro lors de sa présentation à Old Trafford en août 2022.

#### Manchester United
Après 9 ans passés au Real Madrid, le 19 août 2022, Casemiro rejoint Manchester United en attente du visa britannique et de la visite médicale. Le 22 août 2022 juste avant le derby d'Angleterre, le club annonce sa signature pour un contrat jusqu'en 2026 ; le transfert est estimé à 70 millions d'euros. Casemiro dispose d'un salaire augmenté (potentiellement doublé) par rapport à celui qu'il avait au Real Madrid.
Le 22 octobre 2022, Casemiro inscrit son premier but pour Manchester United, à l'occasion d'une rencontre de Premier League face au Chelsea FC. Titulaire, il égalise de la tête dans le temps additionnel et permet à son équipe de prendre un point à Stamford Bridge (1-1 score final),. Casemiro réalise son premier doublé pour Manchester le 28 janvier 2023, lors d'une rencontre de coupe d'Angleterre face au Reading FC. Il contribue ainsi à la victoire de son équipe par trois buts à un.
En fin d'année 2023, il est forfait durant plusieurs semaines de compétition en raison d'une blessure aux ischios-jambiers. Auteur à plusieurs reprises en 2024 de prestations décevantes, il fait l'objet de critiques répétées de consultants anglais tels Gary Neville ou Jamie Carragher. À la fin du mercato estival, Manchester United recrute Manuel Ugarte, un joueur évoluant au même poste que le Brésilien.

### Carrière internationale

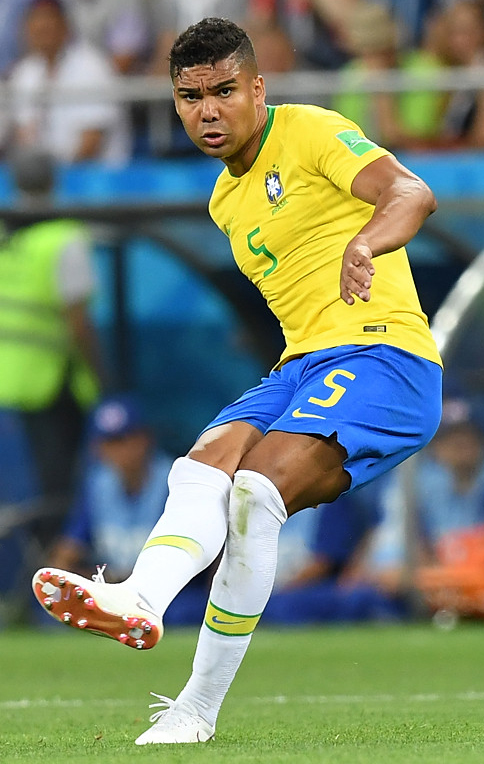
Casemiro lors de la Coupe du monde 2018.

Casemiro est sélectionné avec l'équipe du Brésil des moins de 20 ans pour participer à la coupe du monde des moins de 20 ans en 2011. Lors de cette compétition organisée en Colombie, il est titulaire et joue tous les matchs de son équipe, qui se hisse jusqu'en finale où elle s'impose après prolongation contre le Portugal (3-2 score final).
Casemiro reçoit sa première sélection en équipe du Brésil le 14 septembre 2011, lors d'un match amical face à l'Argentine. Quatre ans plus tard, il participe à sa première grande compétition internationale lors de la Copa América 2015 où les brésiliens sortiront en quarts-de-finale contre le Paraguay. L'année suivante, il fut convoqué pour jouer la Copa América 2016 où le Brésil sera éliminé dès la phase de poule.
Auteur d'un excellent début de saison avec le Real Madrid en 2017-2018, il a été nommé capitaine de la Seleção face à la Bolivie pour les qualifications de la Coupe du monde 2018. Tite le sélectionne pour jouer la Coupe du monde 2018, les Brésiliens s'arrêteront en quart de finale contre la Belgique.
Casemiro dispute la Copa América 2019 que les Brésiliens remportent face au Pérou en finale. Deux ans plus tard, il participe à la Copa América 2021, où le Brésil n'a pas la même réussite puisqu'il s'incline en finale contre l'Argentine.
Le 7 novembre 2022, il est sélectionné par Tite pour participer à la Coupe du monde 2022.
Le 28 novembre, il inscrit le but vainqueur contre la Suisse au Stadium 974 à Doha lors du deuxième match du Brésil dans le groupe G.

## Statistiques

### En club
| Saison                | Club                        | Championnat           | Championnat | Championnat | Championnat | Coupe(s) nationale(s) | Coupe(s) nationale(s) | Coupe(s) nationale(s) | Supercoupe | Supercoupe | Supercoupe | Compétition(s) continentale(s) | Compétition(s) continentale(s) | Compétition(s) continentale(s) | Compétition(s) continentale(s) | Ligue régionale | Ligue régionale | Ligue régionale | Supercoupe de l'UEFA | Supercoupe de l'UEFA | Supercoupe de l'UEFA | Coupe du monde des clubs | Coupe du monde des clubs | Coupe du monde des clubs | Total | Total | Total |
| Saison                | Club                        | Division              | M.          | B.          | P.d.        | M.                    | B.                    | P.d.                  | M.         | B.         | P.d.       | Comp.                          | M.                             | B.                             | P.d.                           | M.              | B.              | P.d.            | M.                   | B.                   | P.d.                 | M.                       | B.                       | P.d.                     | M.    | B.    | P.d.  |
| 2010                  | São Paulo FC                | Brasileirão           | 18          | 2           | 1           | -                     | -                     | -                     | -          | -          | -          | -                              | -                              | -                              | -                              | -               | -               | -               | -                    | -                    | -                    | -                        | -                        | -                        | 18    | 2     | 1     |
| 2011                  | São Paulo FC                | Brasileirão           | 21          | 4           | 3           | 5                     | 1                     | 0                     | -          | -          | -          | CS                             | 2                              | 0                              | 1                              | 12              | 1               | 1               | -                    | -                    | -                    | -                        | -                        | -                        | 40    | 6     | 5     |
| 2012                  | São Paulo FC                | Brasileirão           | 22          | 0           | 0           | 9                     | 1                     | 0                     | -          | -          | -          | CS                             | 1                              | 0                              | 0                              | 18              | 2               | 6               | -                    | -                    | -                    | -                        | -                        | -                        | 50    | 3     | 6     |
| 2013                  | São Paulo FC                | Brasileirão           | -           | -           | -           | -                     | -                     | -                     | -          | -          | -          | CL                             | 2                              | 0                              | 0                              | 1               | 0               | 0               | -                    | -                    | -                    | -                        | -                        | -                        | 3     | 0     | 0     |
| Sous-total            | Sous-total                  | Sous-total            | 61          | 6           | 4           | 14                    | 2                     | 0                     | -          | -          | -          | -                              | 5                              | 0                              | 1                              | 31              | 3               | 7               | -                    | -                    | -                    | -                        | -                        | -                        | 111   | 11    | 12    |
| 2012-2013             | Real Madrid Castilla (prêt) | Liga 2                | 15          | 1           | 0           | -                     | -                     | -                     | -          | -          | -          | -                              | -                              | -                              | -                              | -               | -               | -               | -                    | -                    | -                    | -                        | -                        | -                        | 15    | 1     | 0     |
| 2012-2013             | Real Madrid (prêt)          | Liga                  | 1           | 0           | 0           | -                     | -                     | -                     | -          | -          | -          | C1                             | -                              | -                              | -                              | -               | -               | -               | -                    | -                    | -                    | -                        | -                        | -                        | 1     | 0     | 0     |
| 2013-2014             | Real Madrid                 | Liga                  | 12          | 0           | 1           | 7                     | 0                     | 0                     | -          | -          | -          | C1                             | 6                              | 0                              | 0                              | -               | -               | -               | -                    | -                    | -                    | -                        | -                        | -                        | 25    | 0     | 1     |
| 2015-2016             | Real Madrid                 | Liga                  | 23          | 1           | 3           | 1                     | 0                     | 1                     | -          | -          | -          | C1                             | 11                             | 0                              | 0                              | -               | -               | -               | -                    | -                    | -                    | -                        | -                        | -                        | 35    | 1     | 4     |
| 2016-2017             | Real Madrid                 | Liga                  | 25          | 4           | 0           | 5                     | 0                     | 1                     | -          | -          | -          | C1                             | 9                              | 2                              | 2                              | -               | -               | -               | 1                    | 0                    | 0                    | 2                        | 0                        | 0                        | 42    | 6     | 3     |
| 2017-2018             | Real Madrid                 | Liga                  | 30          | 5           | 3           | 1                     | 0                     | 0                     | 2          | 0          | 0          | C1                             | 12                             | 1                              | 0                              | -               | -               | -               | 1                    | 1                    | 0                    | 2                        | 0                        | 0                        | 48    | 7     | 3     |
| 2018-2019             | Real Madrid                 | Liga                  | 29          | 3           | 0           | 5                     | 0                     | 0                     | -          | -          | -          | C1                             | 6                              | 1                              | 0                              | -               | -               | -               | 1                    | 0                    | 0                    | 2                        | 0                        | 0                        | 43    | 4     | 0     |
| 2019-2020             | Real Madrid                 | Liga                  | 35          | 4           | 3           | 1                     | 0                     | 0                     | 2          | 0          | 0          | C1                             | 8                              | 1                              | 1                              | -               | -               | -               | -                    | -                    | -                    | -                        | -                        | -                        | 46    | 5     | 4     |
| 2020-2021             | Real Madrid                 | Liga                  | 34          | 6           | 4           | 1                     | 0                     | 0                     | 1          | 0          | 0          | C1                             | 10                             | 1                              | 1                              | -               | -               | -               | -                    | -                    | -                    | -                        | -                        | -                        | 46    | 7     | 5     |
| 2021-2022             | Real Madrid                 | Liga                  | 32          | 1           | 3           | 3                     | 0                     | 0                     | 2          | 0          | 0          | C1                             | 10                             | 0                              | 0                              | -               | -               | -               | -                    | -                    | -                    | -                        | -                        | -                        | 47    | 1     | 3     |
| 2022-2023             | Real Madrid                 | Liga                  | 1           | 0           | 0           | -                     | -                     | -                     | -          | -          | -          | C1                             | -                              | -                              | -                              | -               | -               | -               | 1                    | 0                    | 1                    | -                        | -                        | -                        | 2     | 0     | 1     |
| Sous-total            | Sous-total                  | Sous-total            | 222         | 24          | 17          | 24                    | 0                     | 2                     | 7          | 0          | 0          | -                              | 73                             | 6                              | 4                              | -               | -               | -               | 4                    | 1                    | 1                    | 6                        | 0                        | 0                        | 336   | 31    | 24    |
| 2014-2015             | FC Porto (prêt)             | Liga NOS              | 28          | 3           | 2           | 3                     | 0                     | 0                     | -          | -          | -          | C1                             | 10                             | 1                              | 1                              | -               | -               | -               | -                    | -                    | -                    | -                        | -                        | -                        | 41    | 4     | 3     |
| 2022-2023             | Manchester United           | Premier League        | 28          | 4           | 3           | 11                    | 3                     | 2                     | -          | -          | -          | C3                             | 12                             | 0                              | 1                              | -               | -               | -               | -                    | -                    | -                    | -                        | -                        | -                        | 51    | 7     | 6     |
| 2023-2024             | Manchester United           | Premier League        | 25          | 1           | 2           | 5                     | 2                     | 1                     | -          | -          | -          | C1                             | 2                              | 2                              | 0                              | -               | -               | -               | -                    | -                    | -                    | -                        | -                        | -                        | 32    | 5     | 3     |
| 2024-2025             | Manchester United           | Premier League        | 24          | 1           | 0           | 4                     | 2                     | 0                     | 1          | 0          | 0          | C3                             | 13                             | 2                              | 2                              | -               | -               | -               | -                    | -                    | -                    | -                        | -                        | -                        | 42    | 5     | 2     |
| 2025-2026             | Manchester United           | Premier League        | 1           | 0           | 0           | -                     | -                     | -                     | -          | -          | -          | -                              | -                              | -                              | -                              | -               | -               | -               | -                    | -                    | -                    | -                        | -                        | -                        | 1     | 0     | 0     |
| Sous-total            | Sous-total                  | Sous-total            | 78          | 6           | 5           | 20                    | 7                     | 3                     | 1          | 0          | 0          | -                              | 27                             | 5                              | 3                              | -               | -               | -               | -                    | -                    | -                    | -                        | -                        | -                        | 126   | 18    | 11    |
| Total sur la carrière | Total sur la carrière       | Total sur la carrière | 394         | 38          | 28          | 61                    | 9                     | 5                     | 8          | 0          | 0          | -                              | 115                            | 11                             | 9                              | 31              | 3               | 7               | 4                    | 1                    | 1                    | 6                        | 0                        | 0                        | 619   | 62    | 50    |

### En sélection
| Années                | Sélection             | Phases finales            | Phases finales | Phases finales | Phases finales | Éliminatoires | Éliminatoires | Éliminatoires | Éliminatoires | Amicaux | Amicaux | Amicaux | Total | Total | Total |
| Années                | Sélection             | Comp.                     | M.             | B.             | P.d.           | Comp.         | M.            | B.            | P.d.          | M.      | B.      | P.d.    | M.    | B.    | P.d.  |
| --------------------- | --------------------- | ------------------------- | -------------- | -------------- | -------------- | ------------- | ------------- | ------------- | ------------- | ------- | ------- | ------- | ----- | ----- | ----- |
| 2011                  | Brésil                | -                         | -              | -              | -              | -             | -             | -             | -             | 1       | 0       | 0       | 1     | 0     | 0     |
| 2012                  | Brésil                | -                         | -              | -              | -              | -             | -             | -             | -             | 4       | 0       | 0       | 4     | 0     | 0     |
| 2013                  | Brésil                | Coupe confédérations 2013 | -              | -              | -              | -             | -             | -             | -             | -       | -       | -       | 0     | 0     | 0     |
| 2014                  | Brésil                | Coupe du monde 2014       | -              | -              | -              | -             | -             | -             | -             | 2       | 0       | 0       | 2     | 0     | 0     |
| 2015                  | Brésil                | Copa América 2015         | 0              | 0              | 0              | CdM 2018      | -             | -             | -             | 2       | 0       | 0       | 2     | 0     | 0     |
| 2016                  | Brésil                | Copa América 2016         | 2              | 0              | 0              | CdM 2018      | 2             | 0             | 0             | -       | -       | -       | 4     | 0     | 0     |
| 2017                  | Brésil                | -                         | -              | -              | -              | CdM 2018      | 5             | 0             | 0             | 2       | 0       | 0       | 7     | 0     | 0     |
| 2018                  | Brésil                | Coupe du monde 2018       | 4              | 0              | 0              | -             | -             | -             | -             | 8       | 0       | 1       | 12    | 0     | 1     |
| 2019                  | Brésil                | Copa América 2019         | 5              | 1              | 0              | -             | -             | -             | -             | 9       | 2       | 1       | 14    | 3     | 1     |
| 2020                  | Brésil                | -                         | -              | -              | -              | CdM 2022      | 2             | 0             | 0             | -       | -       | -       | 2     | 0     | 0     |
| 2021                  | Brésil                | Copa América 2021         | 6              | 1              | 0              | CdM 2022      | 5             | 0             | 0             | -       | -       | -       | 11    | 1     | 0     |
| 2022                  | Brésil                | Coupe du monde 2022       | 4              | 1              | 0              | CdM 2022      | 2             | 1             | 0             | 4       | 0       | 1       | 10    | 2     | 1     |
| 2023                  | Brésil                | -                         | -              | -              | -              | CdM 2026      | 4             | 0             | 0             | 2       | 1       | 0       | 6     | 1     | 0     |
| 2024                  | Brésil                | Copa América 2024         | -              | -              | -              | CdM 2026      | -             | -             | -             | -       | -       | -       | 0     | 0     | 0     |
| 2025                  | Brésil                | -                         | -              | -              | -              | CdM 2026      | 1             | 0             | 0             | -       | -       | -       | 1     | 0     | 0     |
| Total sur la carrière | Total sur la carrière | Total sur la carrière     | 21             | 3              | 0              | -             | 21            | 1             | 0             | 34      | 3       | 3       | 76    | 7     | 3     |

Le tableau suivant liste les rencontres de l'équipe du Brésil dans lesquelles Casemiro a été sélectionné depuis le 15 septembre 2011 jusqu'à présent :

### Buts internationaux
| 0     | Date | Sél. | Lieu | Résultat                                                                                                  | Adversaire                                                                                                | Compétition                                                                                               | Détail | Détail | Détail |
| ----- | --- | --- | --- | --- | --- | --- | --- | --- | --- |
| 1     | 22 juin 2019                                                                                              | 39 | Arena Corinthians, São Paulo, Brésil                                                                      | Pérou | 5-0 | Copa América 2019                                                                                         | 12e | de la tête                                                                                                | 1-0 |
| 2     | 6 septembre 2019                                                                                          | 42 | Hard Rock Stadium, Miami Gardens, États-Unis                                                              | Colombie                                                                                                  | 2-2 | Match amical                                                                                              | 19e | de la tête                                                                                                | 1-0 |
| 3     | 13 octobre 2019                                                                                           | 45 | National Stadium, Kallang, Singapour                                                                      | Nigeria                                                                                                   | 1-1 | Match amical                                                                                              | 48e | du pied droit                                                                                             | 1-1 |
| 4     | 23 juin 2021                                                                                              | 52 | Stade olympique Nilton-Santos, Rio de Janeiro, Brésil                                                     | Colombie                                                                                                  | 2-1 | 90e | de la tête                                                                                                | 2-1 | |
| 5     | 27 janvier 2022                                                                                           | 60 | Stade de Liga Deportiva Universitaria, Quito, Équateur                                                    | Équateur                                                                                                  | 1-1 | 6e | du pied droit                                                                                             | 1-0 | |
| 6     | 28 novembre 2022                                                                                          | 67 | Stade 974, Doha, Qatar                                                                                    | Suisse | 1-0 | 83e | du pied droit                                                                                             | 1-0 | |
| 7     | 25 mars 2023                                                                                              | 70 | Stade Ibn-Batouta, Tanger, Maroc                                                                          | Maroc | 1-2 | 67e | du pied droit                                                                                             | 1-1 | |
| Total | 7 buts (3 de la tête, 4 du pied droit) en 75 sélections entre le 14 septembre 2011 et le 18 octobre 2023. | 7 buts (3 de la tête, 4 du pied droit) en 75 sélections entre le 14 septembre 2011 et le 18 octobre 2023. | 7 buts (3 de la tête, 4 du pied droit) en 75 sélections entre le 14 septembre 2011 et le 18 octobre 2023. | 7 buts (3 de la tête, 4 du pied droit) en 75 sélections entre le 14 septembre 2011 et le 18 octobre 2023. | 7 buts (3 de la tête, 4 du pied droit) en 75 sélections entre le 14 septembre 2011 et le 18 octobre 2023. | 7 buts (3 de la tête, 4 du pied droit) en 75 sélections entre le 14 septembre 2011 et le 18 octobre 2023. | 7 buts (3 de la tête, 4 du pied droit) en 75 sélections entre le 14 septembre 2011 et le 18 octobre 2023. | 7 buts (3 de la tête, 4 du pied droit) en 75 sélections entre le 14 septembre 2011 et le 18 octobre 2023. | 7 buts (3 de la tête, 4 du pied droit) en 75 sélections entre le 14 septembre 2011 et le 18 octobre 2023. |

## Palmarès

### En club
| São Paulo FC (1)                              | Real Madrid (18) | Manchester United (2) |
| --------------------------------------------- | --- | --- |
| - Copa Sudamericana (1) : - Vainqueur en 2012 | - Championnat d'Espagne (3) : - Champion en 2017, 2020 et 2022 - Vice-champion en 2013, 2016, 2021 et 2023 - Coupe d'Espagne (1) : - Vainqueur en 2014 - Supercoupe d'Espagne (3) : - Vainqueur en 2017, 2020 et 2022 - Ligue des Champions (5) : - Vainqueur en 2014, 2016, 2017, 2018, 2022 - Supercoupe de l'UEFA (3) : - Vainqueur en 2016, 2017 et 2022 - Finaliste en 2018 - Coupe du monde des clubs (3) : - Vainqueur en 2016, 2017 et 2018 | - Coupe d'Angleterre (1) : - Vainqueur en 2024 - Finaliste en 2023 - Coupe de la Ligue (1) : - Vainqueur en 2023 - Community Shield (0) : - Finaliste en 2024 - Ligue Europa (0) : - Finaliste en 2025 |

### En sélection
| Brésil -17 ans (1)                                                | Brésil -20 ans (2)                                                                                                   | Brésil (1)                                                   |
| ----------------------------------------------------------------- | --- | ------------------------------------------------------------ |
| - Championnat d'Amérique du Sud -17 ans (1) : - Vainqueur en 2009 | - Coupe du monde -20 ans (1) : - Vainqueur en 2011 - Championnat d'Amérique du Sud -20 ans (1) : - Vainqueur en 2011 | - Copa América (1) : - Vainqueur en 2019 - Finaliste en 2021 |

### Distinctions individuelles
- Membre de l'équipe type de la Ligue des champions de l'UEFA en 2017 et 2018[25],[26].
- Membre de l'équipe type de la Copa América 2021[27].
- Membre du FIFA FIFPro World XI en 2022[28].
- 17e au Ballon d'or 2022
- Membre de l’équipe type de la Liga en 2020[29].
- Membre de l’équipe de Premier League en 2023.
- Membre de l'équipe type du Onze d'or 2023
- Membre de l'équipe type de la Ligue Europa en 2025[30]

## Vie privée
Le 28 juin 2014, Casemiro épouse Anna Mariana Ortega. Ils deviennent les parents d'une petite fille, nommée Sara, le 6 mars 2016.